# Noah Vicktor
Noah Vicktor (* 18. August 2001 in Freilassing) ist ein deutscher Snowboarder. Er startet in den Disziplinen Slopestyle und Big Air.

## Werdegang
Vicktor, der für den WSV Bischofswiesen startet, nahm im November 2015 in Landgraaf erstmals am Europacup teil und errang dort die Plätze 76 und 56 im Slopestyle. Bei den Juniorenweltmeisterschaften 2017 in Špindlerův Mlýn belegte er den 28. Platz im Slopestyle und den 25. Rang im Big Air und bei den Juniorenweltmeisterschaften 2018 in Cardrona den 24. Platz im Slopestyle. In der Saison 2018/19 gewann er mit 11 Podestplatzierungen, darunter drei erste Plätze, die Slopestyle-Disziplinenwertung des Europacups. Zudem wurde er Zweiter in der Big-Air-Wertung. Sein Debüt im Weltcup hatte er im Januar 2019 am Kreischberg, welches er auf dem 27. Platz im Slopestyle beendete. Bei den Juniorenweltmeisterschaften 2019 in Kläppen sprang er auf den 50. Platz im Big Air und auf den vierten Rang im Slopestyle. In der Saison 2020/21 belegte er den 14. Platz im Slopestyle-Weltcup und bei den Weltmeisterschaften 2021 in Aspen den 23. Platz im Slopestyle und den 19. Rang im Big Air. Im folgenden Jahr sprang er bei den Olympischen Winterspielen 2022 in Peking auf den 24. Platz im Big Air und auf den 16. Rang im Slopestyle.

## Erfolge

### Olympische Spiele
- 2022 Peking: 16. Platz Slopestyle, 24. Platz Big-Air

### Weltmeisterschaften
- 2021 Aspen: 19. Platz Big-Air, 23. Platz Slopestyle
- 2023 Bakuriani: 17. Platz Big-Air, 20. Platz Slopestyle
- 2025 Engadin: 8. Platz Slopestyle, 39. Platz Big-Air

### Weltcupwertungen
| Saison  | Freestyle | Freestyle | Slopestyle | Slopestyle | Big Air | Big Air |
| Saison  | Punkte    | Platz     | Punkte     | Platz      | Punkte  | Platz   |
| ------- | --------- | --------- | ---------- | ---------- | ------- | ------- |
| 2018/19 | 45        | 146.      | 45         | 76.        | -       | -       |
| 2019/20 | 405,5     | 72.       | 318,5      | 34.        | 87      | 58.     |
| 2020/21 | 52        | 33.       | 52         | 14.        | -       | -       |
| 2021/22 | 63        | 45.       | 63         | 39.        | -       | -       |
| 2022/23 | 67        | 46.       | 12         | 42.        | 55      | 20.     |
| 2023/24 | 61        | 46.       | 39         | 21.        | 22      | 33.     |
| 2024/25 | 119       | 32.       | 89         | 11.        | 30      | 35.     |

### Europacup
- Saison 2018/19: 1. Slopestyle-Disziplinenwertung, 2. Big Air-Disziplinenwertung
- 15 Podestplatzierungen, davon 4 Siege